# Hinkley (Kalifornie)
Hinkley je nezačleněná obec v Mohavské poušti v kalifornském okrese San Bernardino, ležící asi 76 km severně od Victorville a 120 km severovýchodně od Los Angeles. 
Obyvatelé se zde potýkali s kontaminací podzemní vody šestimocným chromem, pocházejícím z největšího známého úniku této karcinogenní látky. Kontaminace probíhala mezi lety 1952 a 1966. V roce 1993 se právní koncipientka Erin Brockovichová, spolupracující s právníkem Edwardem L. Masrym, začala zabývat podezřelým výskytem onemocnění v této oblasti. Obyvatelé Hinkley následně podali hromadnou žalobu na společnost Pacific Gas and Electric Company (PG&E), která za únik nesla odpovědnost. V roce 1996 bylo soudní řízení ukončeno mimosoudním vyrovnáním ve výši 333 milionů dolarů. Události tohoto řízení byly námětem pro film z roku 2000 Erin Brockovich.
V roce 2015 bylo Hinkley jedním z natáčecích míst pro film Sky. Deník The New York Times v roce 2016 popsal město jako místo, které se pomalu mění v město duchů. Hinkley nemá vlastní Census-designated place (vymezenou oblast pro potřeby sčítání lidu) stanovenou Úřadem pro sčítání lidu. Je však součástí ZIP Code Tabulation Area číslo 92347 (také oblast vymezená pro potřeby sčítání lidu). Dle sčítání obyvatel z roku 2000 měla tato ZCTA oblast 1 915 obyvatel. Při sčítání o pět let později se počet obyvatel snížil na 1 692, což představuje pokles o 11,6 % oproti roku 2000.